# Os Dezoito de Göttingen
18 de Göttingen (em alemão:  Göttinger Achtzehn) foi um grupo formado por 18 cientistas atômicos da República Federal da Alemanha que em 12 de abril de 1957 divulgou um manifesto contra o governo (Manifesto de Göttingen) expressando oposição ao abastecimento do Exército da Alemanha de armas nucleares táticas. O manifesto foi dirigido em especial ao Chanceler Konrad Adenauer e ao ministro da Defesa, Franz Josef Strauß.
O nome 18 de Göttingen refere-se às origens acadêmicas comuns de muitos de seus membros na cidade universitária de Göttingen. É também uma alusão ao "Sete de Göttingen", sete professores da Universidade de Göttingen que em 1837 protestaram publicamente contra a suspensão da Constituição pelo rei Ernesto Augusto I.
O grupo era composto por Fritz Bopp, Max Born, Rudolf Fleischmann, Walther Gerlach, Otto Hahn, Otto Haxel, Werner Heisenberg, Hans Kopfermann, Max von Laue, Heinz Maier-Leibnitz, Josef Mattauch, Friedrich Adolf Paneth, Wolfgang Paul, Wolfgang Riezler, Fritz Straßmann, Wilhelm Walcher, Carl Friedrich von Weizsäcker e Karl Wirtz.
Seus membros eram os mais importantes cientistas da pesquisa nuclear e pertenciam à organizações que estavam preocupadas com o uso da tecnologia nuclear, e alguns também já trabalharam no projeto de urânio (Clube do urânio).

Em maio de 1957, importantes físicos nucleares da Alemanha Oriental declararam-se solidários à causa do grupo de Göttingen. Estes foram os professores Max Volmer, Walter Friedrich, Hans Ertel, Gustav Ludwig Hertz, Robert Rompe, Max Steenbeck, Peter Adolf Thiessen, Rudolf Seeliger, Hans Falkenhagen, Max Born, Weiß, Paul Kunze, Eckardt e Richter.